# J.League Cup
J. League Cup, av sponsorskäl även kallad Yamazaki Nabisco Cup, eller Nabisco Cup, är en japansk fotbollsturnering där lag från proffsligan J.League deltar, dock endast från den högsta divisionen J1.
Turneringen kan jämföras med till exempel den Engelska Ligacupen. 16 av de 18 lagen i J1 delas upp i fyra grupper med fyra lag i varje grupp. Vinnaren av J. League och vinnaren av Emperors Cup deltar i AFC Champions League och kan därför inte delta i gruppspelet av Nabisco Cup. Vinnaren av varje grupp, samt de två bästa tvåorna går vidare till slutspelet där även lagen som deltagit i Champions League får vara med. Turneringens namn kommer från företaget Yamazaki Nabisco som sponsrar turneringen.

## Vinnare
- 1992 – Verdy Kawasaki
- 1993 – Verdy Kawasaki
- 1994 – Verdy Kawasaki
- 1995 - Turneringen spelades ej.
- 1996 – Shimizu S-Pulse
- 1997 – Kashima Antlers
- 1998 – Júbilo Iwata
- 1999 – Kashiwa Reysol
- 2000 – Kashima Antlers
- 2001 – Yokohama F. Marinos
- 2002 – Kashima Antlers
- 2003 – Urawa Red Diamonds
- 2004 – FC Tokyo
- 2005 – JEF United Chiba
- 2006 – JEF United Chiba
- 2007 – Gamba Osaka
- 2008 – Oita Trinita
- 2009 – FC Tokyo
- 2010 – Júbilo Iwata
- 2011 – Kashima Antlers
- 2012 – Kashima Antlers
- 2013 – Kashiwa Reysol
- 2014 – Gamba Osaka
- 2015 – Kashima Antlers
- 2016 – Urawa Red Diamonds
- 2017 – Cerezo Osaka
- 2018 – Shonan Bellmare
- 2019 – Kawasaki Frontale
- 2020 – FC Tokyo
- 2021 – Nagoya Grampus
- 2022 – Sanfrecce Hiroshima
- 2023 – Avispa Fukuoka
- 2024 – Nagoya Grampus